# NGC 5570
NGC 5570 је спирална галаксија у сазвежђу Волар која се налази на NGC листи објеката дубоког неба.
Деклинација објекта је + 7° 30' 56" а ректасцензија 14h 14m 20,9s. Привидна величина (магнитуда) објекта NGC 5570 износи 13,4 а фотографска магнитуда 14,3. Налази се на удаљености од 108,497 милиона парсека од Сунца. NGC 5570 је још познат и под ознакама NGC 5519, UGC 9111, MCG 1-36-25, CGCG 46-70, id doubtful, PGC 50865.